# ミハル・チェスラック
ミハル・チェスラック（Michał Cieślak、1989年4月19日 - ）はポーランドのプロボクサー。ラドム出身。現WBC世界クルーザー級暫定王者。

## 来歴
2020年1月31日、キンシャサのテンポラリー・アリーナでイルンガ・マカブとWBC世界クルーザー級王座決定戦を行い、12回0-3（111-116、112-114、111-115）の判定負けを喫し王座を獲得出来なかった。。
2025年6月28日、ケベック州ラヴァルのプレイス・ベルにてWBO世界ライトヘビー級8位のジャン・パスカルとWBC暫定世界クルーザー級王座決定戦を行い、4回中盤にパスカル陣営が棄権の意思を示したことから、4回1分10秒TKO勝ちを収め暫定王座獲得に成功した。

## 獲得タイトル
- ポーランドインターナショナルクルーザー級ユース王座
- ポーランドインターナショナルクルーザー級王座
- WBC世界クルーザー級暫定王座（防衛0）